# Alameda Chabuca Granda

Primeros vendedores de la Alameda Chabuca Granda con el exalcalde de Lima, Alberto Andrade.

La Alameda Chabuca Granda es un amplio mirador de la ciudad de Lima colindante con el Palacio de Gobierno y a orillas del Río Rímac. Desde allí se observan el antiguo barrio del Rímac, el cerro San Cristóbal, la Estación de Trenes de Desamparados, el Puente de Piedra, el Puente Rayitos de Sol y un vasto horizonte de casonas virreinales. Tiene tres anfiteatros y escenarios para variedades y música criolla.

## Historia
La alameda fue construida en el año 1998 sobre el antiguo mercado de Polvos Azules y recibió el nombre de Chabuca Granda en honor a la reconocida cantautora peruana quien creó e interpretó un gran número de valses criollos y ritmos afroperuanos.

### Asociación de Vendedores de Potajes Limeños "Alameda Chabuca Granda"
La Asociación de Vendedores de Potajes Limeños "Alameda Chabuca Granda" fue establecida el 13 de marzo de 1999 como resultado del proyecto "Festival del sabor peruano", iniciativa liderada por el entonces alcalde de Lima, Alberto Andrade. Este proyecto tenía como objetivo principal la recuperación y promoción de los dulces y comidas tradicionales de Lima, destacando la riqueza culinaria de la región.
La inauguración oficial de la asociación tuvo lugar en la Alameda Chabuca Granda, donde 25 comerciantes participantes en el proyecto presentaron sus productos en el primer día de ventas. Este evento marcó el inicio de la historia de la asociación, que desde entonces ha desempeñado un papel fundamental en la preservación y difusión de la gastronomía limeña.

### La marinera
La alameda está coronada por una gran escultura de fierro sin cromado y pintado en rojo titulada «La marinera», obra del artista Rhony Alhalel, que homenajea a la marinera, el baile nacional.

## Usos
Es lugar obligatorio de las Bienales de Arte ("La Gran Semana de Lima") y festivales de gastronomía que se realizan anualmente en la ciudad. Usualmente ofrece módulos con viandas y postres típicos limeños. En sus anfiteatros suelen presentarse los cómicos ambulantes y música popular.